# 烏比礁
（越南语：／），为南中国海南沙群岛的一个环礁，现为马来西亚实际控制。目前中华人民共和国、中华民国及越南等国称对其拥有主权。
此礁不在菲律宾所定义的“卡拉延群岛”范围内，菲方的最南点是北纬7度40分，而此礁在北纬7度37分。

## 名稱
美国地名委员会使用的名称为“Ardasier Reef”（阿達西爾礁），马来西亚称为“Terumbu Ubi”（烏比礁，意爲「薯礁」），中国则称光星仔礁。
1935年中华民国水陆地图审查委员会审定公布《中国南海各岛屿华英地名对照一览表》，“Ardasier Bank”的名称被音译为“阿打西亞灘”。1947年中华民国内政部公布《南海诸岛新旧名称对照表》，对南海诸岛地名进行了修订，使其听起来更有中国特色，阿打西亞灘改称“安渡滩”。1983年中华人民共和国中国地名委员会公布的《我国南海诸岛部分标准地名》也沿用“安渡滩”的名称，並在安渡滩西南端細分出「光星仔礁」，和在西北緣細分出「破浪礁」。

## 地理
中國漁民向稱為「光星仔」。乌比礁形呈三角形環礁。最高點海拔12.5米。島礁的長度為3公里，礁盤外側有一深溝，通入淺湖，船可駛入。
乌比礁位于拉央拉央岛东北偏北约13海里处，距拉雅礁以东约4海里。阿達西爾灘（安渡滩，Ardasier Bank）是一处沉礁，向东北方向延伸超过23海里，总面积超过2,347平方公里。乌比礁位于西南端，形成一个约65米深的潟湖。

## 歷史
1986年4月，马来西亚占领乌比礁，此后马来西亚皇家海军一直在此维持着一个名为“Uniform站”的海军驻地。
2009年3月，马来西亚第五任首相阿都拉巴达威乘坐CN-235运输机飞抵拉央拉央島，然后乘坐黑鹰直升机访问乌比礁。